# Rhynchocinetes uritai
Rhynchocinetes uritai is een garnalensoort uit de familie van de Rhynchocinetidae. De wetenschappelijke naam van de soort is voor het eerst geldig gepubliceerd in 1942 door Kubo.